# Potsdam (New York)
Potsdam is een stad in de Amerikaanse staat New York, en valt bestuurlijk gezien onder St. Lawrence County.

## Demografie
Bij de volkstelling in 2000 werd het aantal inwoners vastgesteld op 15.957.

## Geografie
Volgens het United States Census Bureau beslaat de plaats een oppervlakte van 267,9 km², waarvan 262,8 km² land.

## Geboren in Potsdam
- Frank Billings Kellogg (1856-1937), diplomaat, jurist, politicus en Nobelprijswinnaar (1929)

## Foto's

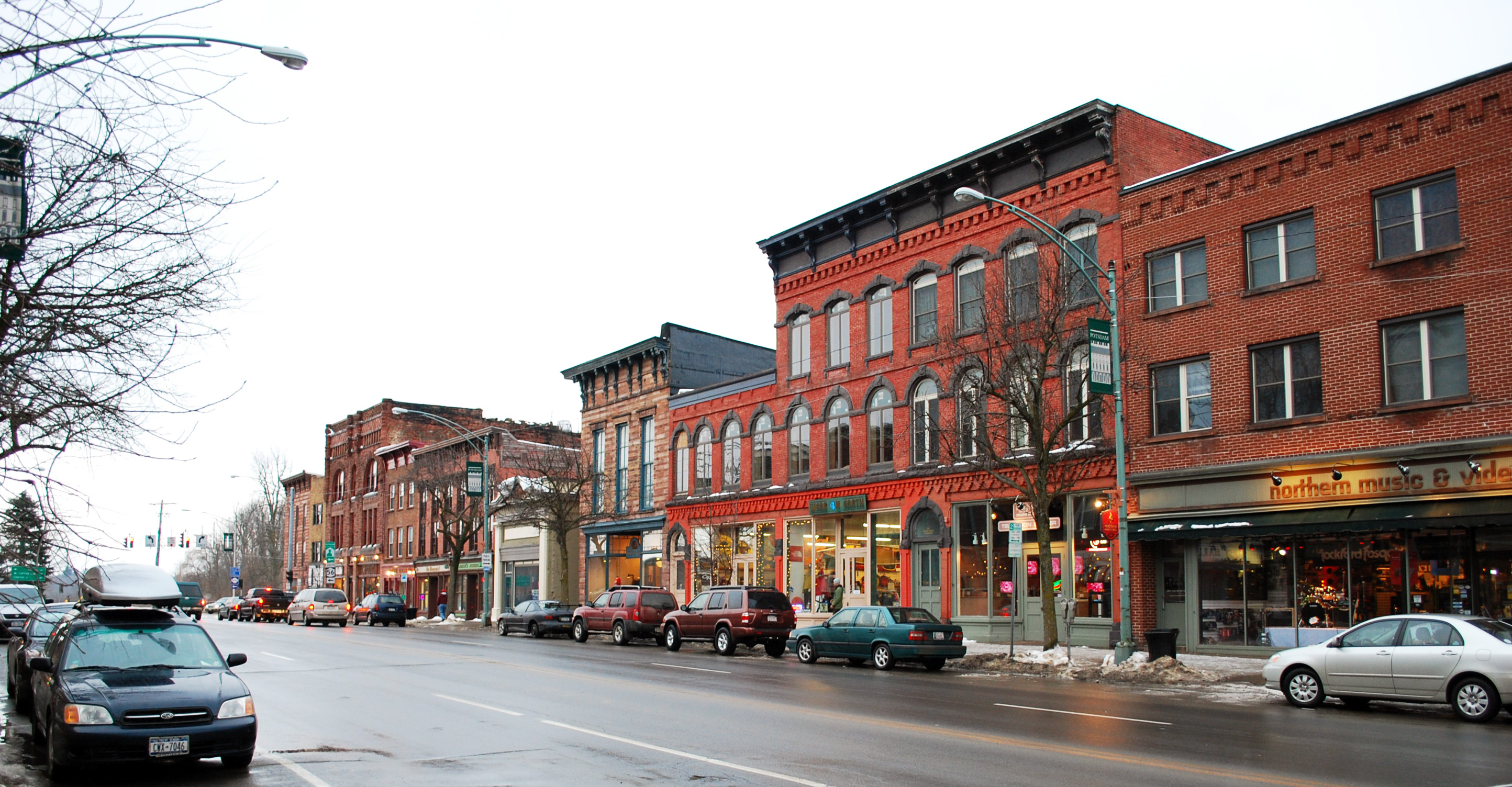
Stad
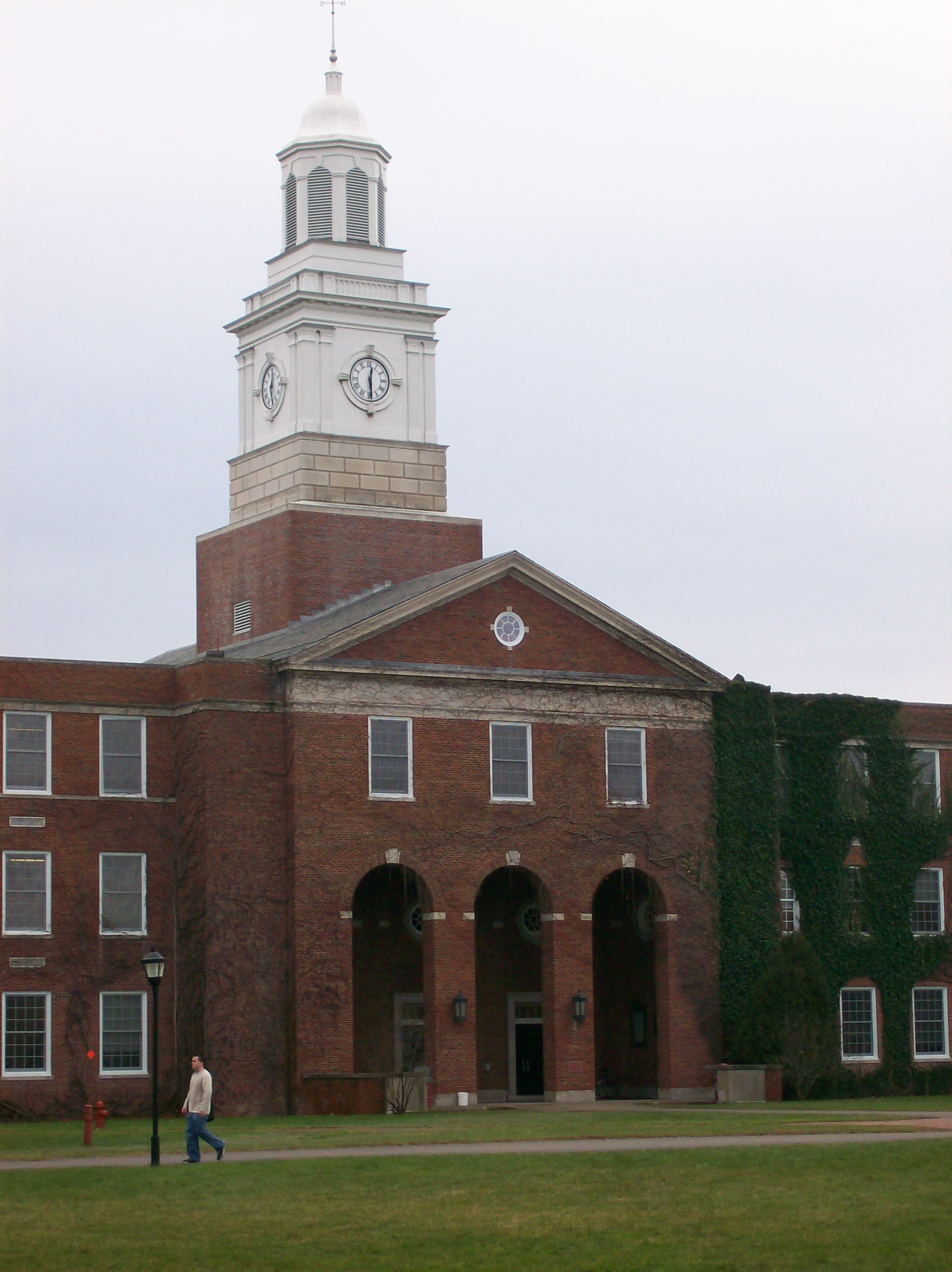
Universiteit